# Hans Adu Sarpei
Hans Adu Sarpei (Tema, Ghana, 28 de juny de 1976) és un exfutbolista ghanès, que jugava de Lateral esquerre. El seu últim equip va ser el FC Schalke 04 de la Bundesliga.
També va formar part de la selecció ghanesa, amb qui va disputar dos Mundials i diverses Copes d'Àfrica.

## Trajectòria

### Inicis
Jugador format futbolísticament a Alemanya, de fet, va desenvolupar tota la seua carrera futbolística en aquest país. Després de debutar professionalment al Fortuna Köln, equip on va jugar durant dues temporades, va ser traspassat al MSV Duisburg, on jugà una sola temporada.

### VfL Wolfsburg
La temporada 2001–2002 el jugador ghanès va fitxar pel Wolfsburg, equip on hi restaria durant sis temporades i on arribaria a jugar fins a cent trenta-nou partits de la Bundesliga.

### Bayer Leverkusen
Al finalitzar el seu contracte, la temporada 2007–2008 va fitxar pel Bayer Leverkusen. El 18 de maig del 2007 es va fer oficial aquest traspàs, després de signar un contracte per dos anys. El 25 d'agost del 2007 debutava oficialment amb el Bayer, contra el Karlsruher SC, Sarpei va jugar tot el partit. Després d'una presència notable durant el seu primer any amb el Leverkusen, hi va ser menys actiu, fins a arribar a jugar amb el segon equip per no perdre el ritme de la competició.

### Schalke 04
Finalment, la temporada 2010–2011 se'n va anar al Schalke 04, on després de dos temporades amb molt poca presència, de fet, només va jugar nou partits a la Bundesliga amb dos anys, es va jubilar.